# チャールズ・ヘイワード
チャールズ・ヘイワード（Charles Hayward、1951年 - ）は、イングランドのドラマーで、エクスペリメンタル・ロック・グループのディス・ヒートとキャンバーウェル・ナウの創設メンバー。また、マル・ディーンのアメージング・バンド、ドルフィン・ロジックと共演し、グループのクワイエット・サン・プロジェクトでフィル・マンザネラとギグとレコーディングを行ったほか、ゴングとの短期間の仕事も行っている。レインコーツのセカンド・アルバム『オディシェイプ』ではセッション・ミュージシャンを務め、アナキスト・パンク・バンドのクラスでドラムを演奏したこともある。1980年代後半から、ヘイワードはいくつかのソロ・プロジェクトでリリースを行い、さまざまなコラボレーションに参加したが、最も注目すべきはフレッド・フリスとビル・ラズウェルと共にマサカーへ参加したことであろう。

## 略歴
1976年、ヘイワードと仲間のミュージシャンであるチャールズ・バレンは、ディス・ヒートという名義でベーシストのガレス・ウィリアムズと練習を始めた。彼らはテープループを試し始め、いくつかのセッションでサウンドとキーボードを見つけた（1976年から1978年に録音されたが、1979年までリリースされなかった）。最後に、1979年に、ディス・ヒートはセルフタイトルのデビュー・アルバムをリリースした。1981年の『偽り (Deceit)』はディス・ヒートからの最後のニュー・アルバムとなり、ウィリアムズはそのリリース直後に脱退した。バレンがスタジオ・エンジニアとして働き始めたとき、ヘイワードはベーシストのトレファー・ゴロンウィとテープ・マニピュレーターのステファン・リッカードと共にキャンバーウェル・ナウを結成。それ以前には、ローラ・ロジック、レインコーツ、エヴリシング・バット・ザ・ガールとのセッションを行った。このトリオ、キャンバーウェル・ナウは、2枚のEP『Meridian』『Greenfingers』、および1枚のアルバム『The Ghost Trade』をRecRecミュージック・レーベルからリリースした。
キャンバーウェル・ナウが1987年に解散したとき、ヘイワードは現在まで続くソロ・キャリアに乗り出した。彼は、1987年に『サーヴァイヴ・ザ・ジェスチュア』(1987年)でデビューし、『スキュー・ウィフ - ア・トリビュート・トゥ・マーク・ロスコ』(1989年)、『Switch on War』(1991年)、1993年に『マイ・シークレット・アルファベット』(ニック・ドイン・ディトマスとの連名)と発表してきた。3枚のライブ・アルバムは、1990年代後半に日本で録音された (日本のレーベル、ロクス・ソルスより発売)。2003年に『アブラカダブラ・インフォメイション』がリリースされ、2011年には『ワン・ビッグ・アトム』がリリースされた。1998年、フレッド・フリスとビル・ラズウェルと共にマサカーへ参加した。
1990年代から現在に至るまで、彼は以下の音楽プロジェクトを含む、多数のイベントやパフォーマンスを開始した。デプトフォードのアルバニー・シアターでの『Accidents + Emergencies』のシリーズ。新設されたラバン・ダンス・センター (現在のトリニティ・ラバン・コンセルヴァトワール・オブ・ミュージック・アンド・ダンス)建設時の音を使用して作られた音楽で、この施設の正式なオープニングのために振り付けられた『Out of Body Orchestra』。サーカスのための音楽 (「National Theatre's 'Art of Regeneration'」主導の一部)。複数のストロボ、多様なテクスチャーの迷路構造、2人のドラマー、シンセサイザー、神経系のための本格的なインスタレーション/パフォーマンス『Anti-Clockwise』 (アシュリー・マーシュとデヴィッド・アイルウォードによる)。最近開発された作品には、キャンバーウェル・アーツの一環としての「CONTINUITY」イブニングがある。過去10年間、ヘイワードはこれらの姿勢と閃きを、共同作業とソロ・アーティスト/パフォーマーの両方により幅広いサウンドワークに発展させてきた。
これらには以下が含まれる。『30 MINUTE SNARE DRUM ROLL』。制御されたチャンス・エレクトロニクスのシステムを使用したドラムによるソロ・ソング・セットの『Zigzag+Swirl』。ピアノを中心とした曲のセットである『beginanywhere (どこからでも始まるという意味)』。ローラ・カネル、サーストン・ムーア、灰野敬二などとのコラボレーション。「Anonymous Bash」プロジェクトにおけるイズリントン・ミル（イギリス・マンチェスターにあるビクトリア時代の繊維工場を改築したアーティストの卵が集まるスペース）のクルーとの最近の仕事は、Harmergeddon、DATA QUACK (ベン・ヴィンス、マーリン・ノヴァ、コビー・セイ)、そしてSamarbeta、Care in the Community、Unknown Godsなど一連の新しいレコード・レーベルのプロジェクトといった多くの若いプレイヤーとの新しい仕事へとつながっている。彼は自身のレーベル「CONTINUITY...」からも作品をリリースしている。アルバニーとの長期的な関係は、彼がルイシャム・アートハウスに代わってキュレーションした、年2回の一連のパフォーマンス、ワークショップ、インスタレーションによる「sound is sound is sound」で継続している。
2019年、ホイッスリング・アローという、エックス・イースター・アイランド・ヘッドの3人のメンバー、ローラ・カネル、アンドレ・ボスマン、そしてチャールズ・ヘイワードからなるセクステットが、11月22日にゴッド・アンノウン・レコードからアルバムをリリースした。
ヘイワードのソロ・パフォーマンスと同様に、彼の最近のプロジェクトには以下が含まれる：
- アルバート・ニュートン、ハリー・ベケット、ジョン・エドワーズ、パット・トーマスとは、1990年代半ばのアクシデンツ・アンド・エマージェンシーでの初演以来、演奏を続けている。
- 1998年、フレッド・フリスとビル・ラズウェルと共にマサカーに参加。
- ロル・コックスヒル、ヒュー・ホッパー、オーフィー・ロビンソンとのクリア・フレイム[11]。
- ハン・アール・パーク、イアン・スミスとのマチルド253[12][13]。
- Viv Corringham (ボーカル/エレクトロニクス)、ニック・ドイン・ディトマス (コントラバス)とのMonkey Puzzle Trio。2010年9月にアルバム『White World』がスローフット・レーベルからリリースされる予定だった[14][15]。
- ジョン・コクソン、パット・トーマス、アレクシス・テイラーとのAbout Group。
- ローラ・カネル、Ralph Cumbers (aka Bass Clef)とのOscilanz[9]。
- DJ BPM、ニック・ドイン・ディトマス、Vern EdwardsとのV4V。
- ローラ・カネル、エックス・イースター・アイランド・ヘッド、アンドレ・ボスマンとのホイッスリング・アロー。

## 私生活
ヘイワードは現在、妻と3人の子供、ルイス (1987年生まれ)、マーリン (1992年生まれ)、ライリー (1996年生まれ)と暮らしている。

## ディスコグラフィ

### リーダー・アルバム
- 『サーヴァイヴ・ザ・ジェスチュア』 - Survive the Gesture (1987年、Sub Rosa)
- 『レ・ヌーヴェル・ミュージック・ドゥ・シャンブル・ヴォリューム2』 - Les Nouvelles Musiques De Chambre Volume 2 (1989年、Sub Rosa) ※with ジジ・マシン
- 『スキュー・ウィフ - ア・トリビュート・トゥ・マーク・ロスコ』 - Skew Whiff – A Tribute to Mark Rothko (1990年、Sub Rosa)
- Switch on War (1991年、Sub Rosa)
- 『マイ・シークレット・アルファベット』 - My Secret Alphabet (1993年、Sub Rosa) ※with ニック・ドイン・ディトマス[16]
- 『エスケイプ・フロム・ユーロップ〜ライヴ・イン・ジャパンVol.1』 - Escape From Europe – Live in Japan vol 1 (1996年、Locus Solus) ※ライブ
- 『ダブル・エージェント〜ライヴ・イン・ジャパンVol.2』 - Double Agent(s) – Live in Japan vol 2 (1999年、Locus Solus) ※ライブ
- 『ニア+(アンド)ファー〜ライヴ・イン・ジャパンVol.3』 - Near + Far – Live in Japan vol 3 (1999年、Locus Solus) ※ライブ
- 『アブラカダブラ・インフォメイション』 - Abracadabra Information  (2004年、Locus Solus)
- Numero d'Vol (2007年、Moonjune) ※with ヒュー・ホッパー、サイモン・ピカード、スティーヴ・フランクリン[17]
- About (2009年、Treader) ※with ジョン・コクソン、パット・トーマス、アレクシス・テイラー
- GOL & Charles Hayward (2010年、Planam) ※with GOL
- Live At Tone Deaf 10-27-11 (2012年、Otoacoustic) ※ライブ
- 『ワン・ビッグ・アトム』 - One Big Atom (2011年、Continuity...)
- Trademark Ground (2012年、Otoacoustic) ※300枚限定片面LP[18]
- Disarm (2013年、Lisson Gallery) ※限定版LP with ジョン・コクソン、アシュレイ・ウェールズ、ルパート・クレルヴォー、イベン・ブル、ビートライス・ディロン
- Anonymous Bash (2014年、Samarbeta Residency) ※LP + DVD
- Begin Anywhere (2019年、God Unknown) ※LP[8]
- Hayward Versus Harmergeddon (2020年、God Unknown) ※with Harmergeddon (Fae Harmer and Nathan Greywater)[19]
- Crossfade Estate (2020年、Klanggallerie) ※with ショーン・オヘイガン、オーフィー・ロビンソン、シャロン・ガル、ニック・ドイン・ディトマスほか[19]

### シングル
- "Out Of Order" c/w "Beside" (2000年、Dot Dot Dot Music) ※限定7インチ盤
- "Wash Rinse Spin" c/w Michael Prime: "Osculation" (2000年、These) ※12インチ盤
- Smell Of Metal (2014年、ΚΕΜΑΛ) ※2x12インチ盤

### DVD
- Charles Hayward Recorded (2007年、1968 Film Group) ※with Peter Bromley。DVD-V PAL

### クワイエット・サン
- 『メインストリーム』 - Mainstream (1975年、Island)

### ディス・ヒート
- 『ディス・ヒート』 - This Heat (1978年)
- Health And Efficiency (1980年) ※EP
- 『偽り』 - Deceit (1981年) ※「ディシート」のルビ
- The Peel Sessions (1988年) ※EP
- Made Available (1996年) ※『The Peel Sessions』のボーナストラック追加再発盤
- Out of Cold Storage  (2006年) ※6枚組ボックス・セット

### キャンバーウェル・ナウ
- Meridian (1983年) ※EP
- The Ghost Trade (1986年)
- Greenfingers (1987年) ※EP
- 『オールズ・ウェル』 - All's Well (1992年) ※コンピレーション

### マサカー
- Funny Valentine (1998年、Tzadik)
- Meltdown (2001年、Tzadik) ※ライブ
- Lonely Heart (2007年、Tzadik) ※ライブ
- Love Me Tender (2013年、Tzadik) ※ライブ

### 参加アルバム
- レギュラー・ミュージック : Regular Music (1985年、Rough Trade)
- キープ・ザ・ドッグ : 『キープ・ザ・ドッグ』 - That House We Lived In (2003年、Fred) ※1991年録音
- La 1919 : Jouer. Spielen. To Play (1994年、Materiali Sonori) ※with クリス・カトラー、ロベルト・ゾルジ
- Meridiem : Meridiem (1998年、Materiali Sonori) ※with パーシー・ハワード、フレッド・フリス、ビル・ラズウェル
- クリア・フレイム : 『透明な枠組み』 - Clear Frame (2007年、Continuity...) ※with ロル・コックスヒル、ヒュー・ホッパー、オーフィー・ロビンソン & ロバート・ワイアット
- フィル・マンザネラ : 『ファイアーバード V11』 - Firebird V11 (2008年、Expression)
- ホット・チップ : 『ワン・ライフ・スタンド』 - One Life Stand (2010年、Parlophone) ※「Hand Me Down Your Love」「One Life Stand」（ドラム）、「Slush」（ドラム、コーラス）に参加[20]
- Monkey Puzzle Trio : White World (2010年、Slowfoot) ※with ニック・ドイン・ディトマス、ヴィヴ・コリンガム
- Mathilde 253 : Mathilde 253 (2011年、Slam Productions) ※with ハン＝アール・パーク、イアン・スミス
- Monkey Puzzle Trio : The Pattern Familiar (2014年、Slowfoot)
- アンイーヴン・イレヴン : 『ライヴ・アット・カフェ・オト』 - Live at Cafe Oto (2015年、Sub Rosa) ※with ギ・セジュール、河端一
- V4V : in/out (2014年) ※限定300枚の8枚組CD-R with ニック・ドイン・ディトマスほか
- ホイッスリング・アロー : Whistling Arrow (2019年、God Unknown)